# Lissonota laevigata
Lissonota laevigata är en stekelart som först beskrevs av Cresson 1870.  Lissonota laevigata ingår i släktet Lissonota och familjen brokparasitsteklar. Inga underarter finns listade i Catalogue of Life.